# Prix Lumières 2022

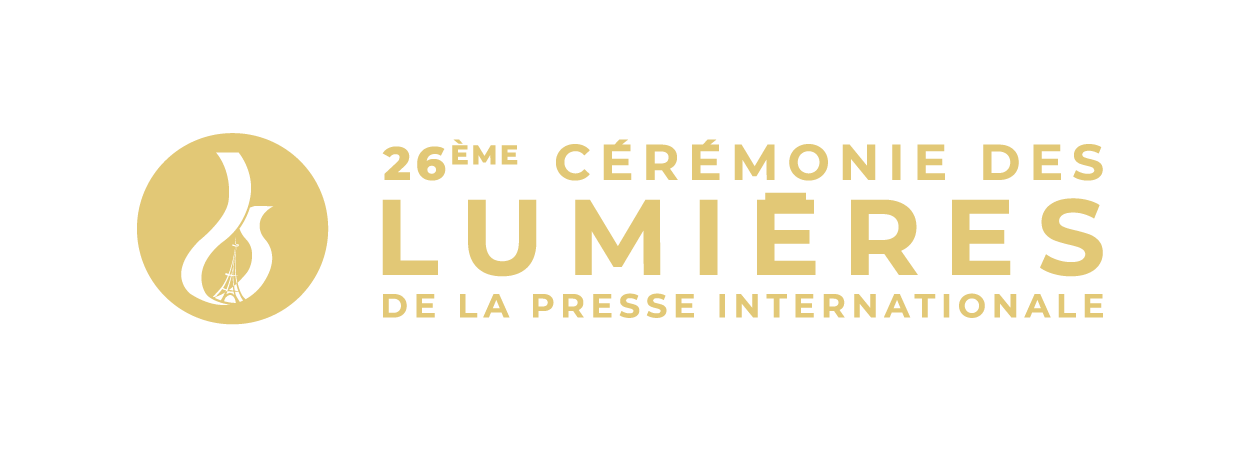
Logo der Preisverleihung

Die 27. Verleihung der Prix Lumières fand am 17. Januar 2022 statt. Die von der Académie des Lumières vergebenen Filmpreise für die besten französischen Produktionen des Kinojahres 2021 wurden in 13 Kategorien verliehen.

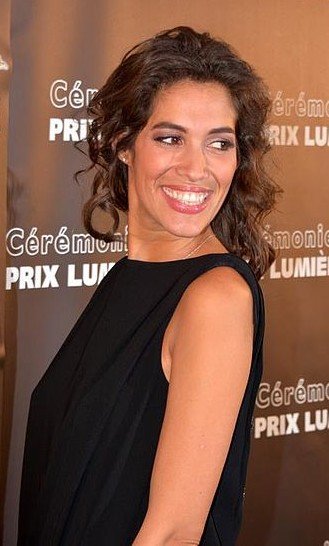
Moderatorin Laurie Cholewa bei der Verleihung 2015

Als bester Film wurde Audrey Diwans Abtreibungsdrama Das Ereignis ausgezeichnet, das auch den Preis für die beste Hauptdarstellerin (Anamaria Vartolomei) gewann. Erfolgreichster Film mit drei Siegen wurde Leos Carax’ internationaler Musicalfilm Annette (Beste Regie, Kamera, Filmmusik). Die Nominierungen waren am 9. Dezember 2021 bekanntgegeben worden. Das Favoritenfeld hatte Xavier Giannolis Historiendrama Verlorene Illusionen angeführt, das fünf Nennungen erhalten hatte und mit dem Drehbuchpreis ausgezeichnet wurde.
Die Preisträger werden von Vertretern ausländischer Medien gekürt, weshalb die Prix Lumières auch als französisches Pendant zu den Golden Globe Awards gelten. Im Jahr 2022 waren 95 Pressevertreter aus 36 Ländern stimmberechtigt. Die Veranstaltung wurde live vom französischen Fernsehsender Canal+ übertragen. Durch den Abend führte wie im letzten Jahr die Moderatorin Laurie Cholewa.

## Preisträger und Nominierungen
| Film                                    | N | A |
| --------------------------------------- | - | - |
| Verlorene Illusionen                    | 5 | 1 |
| Annette                                 | 4 | 3 |
| Das Ereignis                            | 4 | 2 |
| Onoda – 10.000 Nächte im Dschungel      | 4 | 0 |
| Gagarin – Einmal schwerelos und zurück  | 3 | 1 |
| Eine Geschichte von Liebe und Verlangen | 3 | 0 |
| Schwarm der Schrecken                   | 3 | 0 |
| Titane                                  | 3 | 1 |
| Wo in Paris die Sonne aufgeht           | 3 | 0 |
| Alles ist gut gegangen                  | 2 | 0 |
| Benedetta                               | 2 | 0 |
| In Liebe lassen                         | 2 | 1 |
| In den besten Händen                    | 2 | 0 |
| Gipfel der Götter                       | 2 | 1 |
| Ibrahim                                 | 2 | 0 |
| Die Magnetischen                        | 2 | 1 |
| Die Ruhelosen                           | 2 | 0 |
| Der Schneeleopard                       | 2 | 1 |

### Bester Film
Das Ereignis (L’événement) – Regie: Audrey Diwan, Produktion: Édouard Weil und Alice Girard
nominiert:
- Annette – Regie: Leos Carax, Produktion: Charles Gillibert, Paul-Dominique Win Vacharasinthu und Adam Driver
- In Liebe lassen (De son vivant) – Regie: Emmanuelle Bercot, Produktion: Denis Pineau-Valencienne und François Kraus
- Onoda – 10.000 Nächte im Dschungel (Onoda, 10 000 nuits dans la jungle) – Regie: Arthur Harari, Produktion: Nicolas Anthomé
- Verlorene Illusionen (Illusions perdues) – Regie: Xavier Giannoli, Produktion: Olivier Delbosc und Sidonie Dumas

### Beste Regie
Leos Carax – Annette
nominiert:
- Jacques Audiard – Wo in Paris die Sonne aufgeht (Les Olympiades)
- Audrey Diwan – Das Ereignis (L’événement)
- Xavier Giannoli – Verlorene Illusionen (Illusions perdues)
- Arthur Harari  – Onoda – 10.000 Nächte im Dschungel (Onoda, 10 000 nuits dans la jungle)

### Beste Darstellerin
Anamaria Vartolomei – Das Ereignis (L’événement)
nominiert:
- Suliane Brahim – Schwarm der Schrecken (La nuée)
- Virginie Efira – Benedetta
- Valérie Lemercier – Aline – The Voice of Love (Aline)
- Sophie Marceau – Alles ist gut gegangen (Tout s’est bien passé)

### Bester Darsteller
Benoît Magimel – In Liebe lassen (De son vivant)
nominiert:
- Damien Bonnard – Die Ruhelosen (Les intranquilles)
- André Dussollier – Alles ist gut gegangen (Tout s’est bien passé)
- Vincent Lindon – Titane
- Benjamin Voisin – Verlorene Illusionen (Illusions perdues)

### Bestes Drehbuch
Xavier Giannoli – Verlorene Illusionen (Illusions perdues)
nominiert:
- Antoine Barraud – Madeleine Collins
- Leyla Bouzid – Eine Geschichte von Liebe und Verlangen (Une histoire d’amour et de désir)
- Catherine Corsini – In den besten Händen (La fracture)
- Arthur Harari und Vincent Poymiro – Onoda – 10.000 Nächte im Dschungel (Onoda, 10 000 nuits dans la jungle)

### Beste Nachwuchsdarstellerin
Agathe Rousselle – Titane
nominiert:
- Zbeida Belhajamor – Eine Geschichte von Liebe und Verlangen (Une histoire d’amour et de désir)
- Aïssatou Diallo Sagna – In den besten Händen (La fracture)
- Daphné Patakia – Benedetta
- Lucie Zhang – Wo in Paris die Sonne aufgeht (Les Olympiades)

### Bester Nachwuchsdarsteller
Thimotée Robart – Die Magnetischen (Les magnétiques)
nominiert:
- Alseni Bathily – Gagarin – Einmal schwerelos und zurück (Gagarine)
- Abdel Bendaher – Ibrahim
- Sami Outalbali  – Eine Geschichte von Liebe und Verlangen (Une histoire d’amour et de désir)
- Makita Samba – Wo in Paris die Sonne aufgeht (Les Olympiades)

### Bestes Erstlingswerk
Gagarin – Einmal schwerelos und zurück (Gagarine) – Regie: Fanny Liatard und Jérémy Trouilh
nominiert:
- Ibrahim – Regie: Samir Guesmi
- Die Magnetischen (Les magnétiques) – Regie: Vincent Maël Cardona
- Schwarm der Schrecken (La nuée) – Regie: Just Philippot
- Alices Welt (Sous le ciel d’Alice) – Regie: Chloé Mazlo

### Beste internationale Koproduktion
Der schlimmste Mensch der Welt (Verdens verste menneske) – Regie: Joachim Trier
nominiert:
- The Father – Regie: Florian Zeller
- February (Février) – Regie: Kamen Kalew
- Petrov’s Flu – Regie: Kirill Serebrennikow
- Die Ruhelosen (Les intranquilles) – Regie: Joachim Lafosse

### Bester Dokumentarfilm
Der Schneeleopard (La panthère des neiges) – Regie: Marie Amiguet und Vincent Munier
nominiert:
- 9 Days at Raqqa (9 jours à Raqqa) – Regie: Xavier de Lauzanne
- Nouvelle Vague & Feminismus – Delphine Seyrig und Carole Roussopoulos (Delphine et Carole, insoumuses) – Regie: Callisto McNulty
- Indes galantes – Regie: Philippe Béziat
- Le kiosque – Regie: Alexandra Pianelli

### Bester Animationsfilm
Gipfel der Götter (Le sommet des dieux) – Regie: Patrick Imbert
nominiert:
- Die Odyssee (La traversée) – Regie: Florence Miailhe
- Pil – Regie: Julien Fournet
- Princesse Dragon – Regie: Anthony Roux und Jean-Jacques Denis
- Le tour du monde en quatre-vingts jours – Regie: Samuel Tourneux

### Beste Kamera
Caroline Champetier – Annette
nominiert:
- Christophe Beaucarne – Verlorene Illusionen (Illusions perdues)
- Romain Carcanade – Schwarm der Schrecken (La nuée)
- Tom Harari – Onoda – 10.000 Nächte im Dschungel (Onoda, 10 000 nuits dans la jungle)
- Laurent Tangy – Das Ereignis (L’événement)

### Beste Filmmusik
Ron und Russell Mael – Annette
nominiert:
- Amine Bouhafa – Gipfel der Götter (Le sommet des dieux)
- Warren Ellis und Nick Cave – Der Schneeleopard (La panthère des neiges)
- Evgueni Galperine, Sacha Galperine und Amine Bouhafa – Gagarin – Einmal schwerelos und zurück (Gagarine)
- Jim Williams – Titane